# Дикие лебеди (фильм, 1987)
«Дикие лебеди» (эст. Metsluiged) — советский фильм-сказка 1987 года по мотивам одноимённой сказки Ханса Кристиана Андерсена, снятый на киностудии «Таллинфильм» режиссёром Хелле Мурдмаа.

## Сюжет
Злая мачеха-ведьма отправляет юную принцессу Элизу жить в деревню как обычную крестьянскую девушку, а её одиннадцать братьев-принцев превращает в диких лебедей. Принцам приходится быть лебедями весь день напролет, и только ночью они могут вернуть себе свой истинный облик. Когда Элизе исполняется 15 лет, она узнает о судьбе своих братьев, и теперь она должна преодолеть препятствия, поставленные на её пути мачехой, чтобы освободить своих братьев от заклятия. Добрые люди, скалы и ветер показывали девушке дорогу. Чтобы снять злые чары, Элиза должна сплести 11 рубашек из крапивы и набросить их на лебедей. При этом она не может вымолвить ни одного слова, иначе её братья погибнут…

## В ролях
- Катри Хорма[англ.] — Элиза
- Юрис Жагарс — Принц
- Андрейс Жагарс — Архиепископ
- Инес Ару[англ.] — Добрая матушка
- Гунар Килгас[англ.] — Король, отец Элизы
- Лийна Орлова[эст.] — Злая королева
- Свен Раа — мальчик
- Хеленд Пеэп — Слепой
- Арво Круусемент — Казначей

## Съёмки
Производство фильма было долгим и трудным, длились 20 месяцев вместо запланированных 9 месяцев, и стоимость оказалась значительно дороже планируемой — при изначальном бюджете фильма в 540 000 рублей было потрачено 676 000 рублей. При приёмке фильма в сентябре 1987 года Госкино СССР фильм получил высокую оценку.
Вначале съёмки велись в парке Лахемаа, в городе Валгыэ, крепости Курессааре, затем киногруппа прилетела в Крым, где местом съёмок стала крепость в Судаке.

## Критика
После того, как этот фильм был закончен, о Хелле Мурдмаа заговорили (и это правильно!) как о единственном в Эстонии режиссёре сказочного фильма. Нельзя сказать, что приём фильма был очень бурным, но, без сомнения, он быстро нашел свою аудиторию, и не только в своей родной республике. Московский Совэкспортфильм продал этот фильм нескольким зарубежным странам, не говоря уже об успешном показе внутри Союза и в братских республиках. Но самым большим признанием, если не считать восторженного приема детей, фильм стал частью Фестиваля сказочных фильмов Гиффони в Италии, где «Дикие лебеди» получил специальный приз.
Возвращаясь к детям как к аудитории, для которой фильм в первую очередь предназначен, можно сказать, что они и сейчас с удовольствием его смотрят. Это означает, что фильм не устарел, у него есть свое послание и для сегодняшних детей.
Оригинальный текст (англ.)Ei saa öelda, et «Metsluikede» vastuvõtt, kui ta ekraanile jõudis, oleks olnud väga tormiline, kuid kahtlemata leidis ta kiiresti oma vaatajaskonna ja mitte ainult koduvabariigis. Moskvas asuv Soveksportfilm müüs seda filmi mitmesse välisriiki, rääkimata edukast linastumisest N. Liidu piires, nn vennasvabariikides. Kuid suurim tunnustus, kui laste vaimustunud vastuvõtt kõrvale jätta, sai filmile osaks Itaalias Giffoni muinasjuttfilmide festivalil, kus «Metsluiged» võitis eriauhinna.
Tulles tagasi lastest publiku juurde, kellele film ju eeskätt mõeldud, võib tõdeda, et nad vaatavad seda ka praegu meelsasti. See tähendab, et fil
— Õie Orav — Tallinnfilm II. Mängufilmid 1977—1991. — Tallinn, 2004. — lk 408—409.
По телевидению ГДР фильм был впервые показан 26 октября 1989 года на канале DFF 2, экранизация сказки Андерсена получила высокую оценку:

художественно амбициозная экранизация, которая лишь в конце немного отклонилась от оригинала. Получился сказочный фильм, столь же романтичный, сколь и поэтичный.
Оригинальный текст (нем.)Für den film-dienst war Die elf Schwäne "eine naturalistische und künstlerisch ambitionierte Verfilmung des bekannten Märchens von Hans Christian Andersen, die nur zum Ende ein wenig von der Vorlage abweicht. Entstanden ist ein ebenso romantischer wie poetischer Märchenfilm
— Die elf Schwäne // Lexikon des internationalen Films
В 2005 году фильм был отреставрирован и в 2014 году выпущен на DVD в коллекции из лучших 30-ти эстонских фильмов для детей.